# Eurovisiesongfestival 1979
Het Eurovisiesongfestival 1979 was het vierentwintigste Eurovisiesongfestival en vond plaats op 31 maart 1979 in het International Convention Center (ICC) van Jeruzalem, Israël.
Het programma werd gepresenteerd door Daniel Pe'er en Yardena Arazi.
Van de 19 deelnemende landen won Israël met het nummer Hallelujah, uitgevoerd door Gali Atari & Milk & Honey.
Dit lied kreeg 125 punten, 11,3% van het totale aantal punten.
Met 116 punten werd Spanje tweede, gevolgd door Frankrijk op de derde plaats met 106 punten.

## Interludium
Het interludium werd verzorgd door Shalom '79.

## Puntentelling

### Stemstructuur
Net als vorig jaar werden in de nationale jury punten toegekend aan elk liedje. Het liedje met het meest aantal stemmen, kreeg twaalf punten. De tweede keus kreeg tien punten en de derde plaats tot en met tiende plaats kregen acht tot en met één punten. Stemmen op het eigen land is niet toegestaan.

### Score bijhouden
De score werd bijgehouden op een scorebord dat in de zaal hing.
De deelnemende landen stonden in het Engels op het bord.
Achter elk land stond het totaal aantal punten
De gegeven punten werden gelijk bij het totaal van het land opgeteld.
De presentatoren stonden op het podium.
Het land dat de punten aan het doorgeven was, was herkenbaar door een oplichtende bol achter de landnaam.
Nadat een land alle punten had gegeven, knipperde de landnaam van de koploper op het scorebord.

### Stemmen
De jury's werden in volgorde van optreden opgebeld.
Het geven van de punten gebeurde op volgorde van deelname, in plaats van in oplopende volgorde.
De vertegenwoordiger van het land noemde het land en het aantal punten in het Engels of Frans.
De presentator die 'opbelde' herhaalde het land en de punten in de taal waarin ze gegeven werden. De Engelstalige landen werden te woord gestaan door Pe'er terwijl Arazi de Franstalige jury's voor haar rekening nam.
Daarna werden land en punten herhaald in de andere taal en in het Hebreeuws.
Daarbij werd zowel in het Engels als het Frans points gebruikt.

### Beslissing
Toen Spanje als laatste jury aan de beurt was stond Spanje met 116 punten slechts 1 punt voor op Israël. Spanje gaf zijn eigen voorsprong weg door aan Israël 10 punten te geven.

### Falende controle
Tijdens de puntentelling vanuit Noorwegen ging de EBU-controle niet goed. Vlak voordat Oostenrijk in de uitzending kwam greep Frank Naef in omdat de punten vanuit Oslo niet zouden kloppen. Eerst was er sprake van het dubbel toekennen van de 10 punten. Iets later zei de jury dat het ging om niet toekennen van zeven punten. Uit de zaal klonk geroep dat de 7 punten aan Frankrijk waren gegeven en dat werd bevestigd toen de Noorse juryvoorzitter weer in de uitzending kwam. Dit is een van de zeldzame momenten dat de controle van de EBU niet goed oplette.

### Resultaat
| Plaats | Land                | Artiest                                  | Titel                         | Punten |
| ------ | ------------------- | ---------------------------------------- | ----------------------------- | ------ |
| 1      | Israël              | Gali Atari & Milk and Honey              | Hallelujah                    | 125    |
| 2      | Spanje              | Betty Missiego                           | Su canción                    | 116    |
| 3      | Frankrijk           | Anne-Marie David                         | Je suis l'enfant-soleil       | 106    |
| 4      | Duitsland           | Dschinghis Khan                          | Dschinghis Khan               | 86     |
| 5      | Ierland             | Cathal Dunne                             | Happy man                     | 80     |
| 6      | Denemarken          | Tommy Seebach                            | Disco tango                   | 76     |
| 7      | Verenigd Koninkrijk | Black Lace                               | Mary Ann                      | 73     |
| 8      | Griekenland         | Elpida                                   | Socrates                      | 69     |
| 9      | Portugal            | Manuela Bravo                            | Sobe, sobe, balão sobe        | 64     |
| 10     | Zwitserland         | Peter, Sue & Marc & Pfuri, Gorps & Kniri | Trödler & Co.                 | 60     |
| 11     | Noorwegen           | Anita Skorgan                            | Oliver                        | 57     |
| 12     | Nederland           | Xandra                                   | Colorado                      | 51     |
| 13     | Luxemburg           | Jeane Manson                             | J'ai déjà vu ça dans tes yeux | 44     |
| 14     | Finland             | Katri Helena                             | Katson sineen taivaan         | 38     |
| 15     | Italië              | Matia Bazar                              | Raggio di luna                | 27     |
| 16     | Monaco              | Laurent Vaguener                         | Notre vie c'est la musique    | 12     |
| 17     | Zweden              | Ted Gärdestad                            | Satellit                      | 8      |
| 18     | België              | Micha Marah                              | Hey nana                      | 5      |
| 18     | Oostenrijk          | Christina Simon                          | Heute in Jerusalem            | 5      |

## Deelnemers

### België
Voor België trad Micha Marah aan. De verkiezing duurde 5 weken, ze zong eerst 6 liedjes en elke week werd er één liedje geëlimineerd, Comment ça va won alle 4 de halve finales, maar in de finale werd toch voor Hey nana gekozen, een lied dat Micha Marah haatte, ze wilde het laten diskwalificeren en achtergrondzangeres Nancy Dee zou haar plaats innemen als ze niet wilde zingen, maar ze deed het toch en werd laatste.

### Terugkerende artiesten
| Land        | Artiest                                            | Plaats | Eerdere deelname                          | Plaats toen |
| ----------- | -------------------------------------------------- | ------ | ----------------------------------------- | ----------- |
| Frankrijk   | Anne-Marie David                                   | 3      | Luxemburg 1973                            | 1           |
| Nederland   | Xandra                                             | 12     | Nederland 1972 (deel van Sandra & Andres) | 4           |
| Nederland   | Xandra                                             | 12     | Nederland 1976                            | 9           |
| Noorwegen   | Anita Skorgan                                      | 11     | Noorwegen 1977                            | 14          |
| Zwitserland | Peter, Sue & Marc (samen met Pfuri, Gorps & Kniri) | 10     | Zwitserland 1971                          | 12          |
| Zwitserland | Peter, Sue & Marc (samen met Pfuri, Gorps & Kniri) | 10     | Zwitserland 1976                          | 4           |

### Nationale keuzes
Katri Helena, de Finse deelnemer werd al 3 keer 2de in de preselectie, maar nu kon ze gelukkig winnen.
Tozé Brito van de groep Gemini, die het jaar ervoor voor Portugal aantrad, probeerde het nu solo, maar werd slechts 4de in de voorronde. In Denemarken was oud-winnares Grethe Ingmann er net als vorig jaar bij. Ze werd gedeeld 1ste maar Tommy Seebach kreeg de voorkeur, ook Mabel die vorig jaar nog op het songfestival zong was er bij. In Ierland bundelden Tina Reynolds (Eurovisiesongfestival 1974) en Red Hurley (ESF '76) hun krachten maar ze werden laatste. Markku Aro (ESF '71) probeerde het opnieuw in Finland. In Griekenland nam Bessy Argyraki (ESF '77) opnieuw deel. In Zwitserland deed Biggi Bachmann mee, hij zou vorig jaar voor Liechtenstein meegedaan hebben, maar het land mocht niet meedoen omdat ze geen tv-zender hebben. Paola die Zwitserland in 1969 nog vertegenwoordigde werd nu 3de in de Duitse preselectie. Hanne Krogh (ESF '71) werd laatste in de Noorse preselectie.

### Terugtrekkende landen
- Turkije trok zich terug onder druk van diverse Arabische landen die een optreden van Turkije in Israël niet zagen zitten.[1] (Zie ook Turkije op het Eurovisiesongfestival.)

### Kaart

Deelnemende landen
Landen die al meegedaan hebben maar niet meedoen